# 雷蒙·巴塞
雷蒙·巴塞（法語：Raymond Basset，1883年—？），法国男子拔河运动员。他曾代表法国参加1900年夏季奥林匹克运动会拔河比赛，获得一枚银牌。